# Wilhelm Leisler
Wilhelm Leisler (* 14. Dezember 1803 ín Windecken im Main-Kinzig-Kreis; † 19. Oktober 1871 ebenda) war ein deutscher Gutsbesitzer, Kommerzienrat und Mitglied der kurhessischen Ständeversammlung.

## Leben
Wilhelm Leisler war Mitglied im Deutschen Handels- und Gewerbeverein, der 1819 in Frankfurt gegründet wurde.
Als Kommerzienrat in Wiesbaden hatte er sich mit „Stiftungen für das Gemeinwohl“ verdient gemacht.
Er war Gutsbesitzer im Wetteraukreis
und Ehrenmitglied der Zeichnungsakademie Hanau.
1837 wurde er Nachfolger des verstorbenen Abgeordneten Valentin Heyn im kurhessischen Landtag und blieb bis 1838 in dem Parlament.
Die Ständeversammlung wurde nach den Unruhen im Jahre 1830 zum Zweck der Beratung und Verabschiedung einer Verfassung gebildet und hatte bis 1866 Bestand, als das Land Hessen durch Preußen annektiert wurde.